# 追跡!AtoZ
『追跡!AtoZ』（ついせき!エイ・トゥー・ゼット）は、NHK総合テレビジョンで放送されていた報道ドキュメンタリー番組。2011年12月に「追跡!真相ファイル」にリニューアルした。

## 概要
NHKは2009年の番組編成改変に際して、“Nスペが細胞分裂”をキャッチフレーズに『NHKスペシャル』の定時放送を日曜夜の週1回に減らす一方で、より専門性が高い題材を取り扱う派生番組を新規に土曜の夜に2番組編成した。当番組はその内のひとつである。番組キャッチフレーズは『今、追跡が、始まる』、『追跡は、続く』。2010年秋改編まではスタート時刻にちなみ「午後10時」の文言が挿入されていた。
この番組は従来NHKスペシャルの対象となりえた題材のうち、報道にウエイトをおいた企画を専門に取り扱う。2009年から12年までの経営計画に示された“報道・ジャーナリズムの強化”に即したものである。アンカーパーソンには、社会部記者出身で『週刊こどもニュース』担当中も社会派のテーマを扱った『Nスペ』に出演していたNHK解説委員の鎌田靖を起用。
開始当初から2010年9月までは45分番組だったが、2010年10月の改編で地デジ完全移行を前提として週末夜の番組編成が大幅に変更されるのに伴い、放送時間を繰り上げた上で29分番組に短縮されることになった。その後2011年2月から3月まで土曜ドラマが21:00 - 21:55に放送されるため、原則21:55 - 22:24に放送されるようになった。
2011年春の抜本的編成見直しで、土曜日に単発枠2本分が設けられることから、この番組は3月末をもって終了が決まった。しかし、放送予定の3月12日・3月19日・3月26日については東日本大震災の影響をうけた臨時編成となったことから本番組の放送は中止され、4月7日（23:10 - 23:40、「過熱する医師争奪戦」）以後に順次放送することとなった。なお「過熱する医師争奪戦」は3月12日放送を前提にして取材を行ったが、鎌田は「震災発生後も懸命な救命活動をしているが、これらの医師不足などが深刻であるのも、これから取り上げる問題を抱えていることが現実です」と冒頭にコメントをした。その後、5月3日・5月4日（いずれも祝日特別編成・東北地方に限り5月4日及び5日放送）で未消化の残り2本の番組を2日連続で放送して定期番組としては一旦終了する。今後は単発特番という形での継続を模索すると公式サイトで発表された。そして2011年12月、2012年春、2012年12月に「追跡!真相ファイル」と改題した新作を放送した。

## 放送時間
すべてJST
- 2009年4月18日 - 9月26日…土曜 20:00 - 20:43
- 2009年10月10日 - 2010年9月…土曜 22:00 - 22:43
- 2010年9月25日 - 2011年3月…土曜 21:50 - 22:19（原則として）[注 1]

未消化分は2011年4月7日23:10 - 23:40、5月3日・5月4日いずれも18:10 - 18:40に放送
- 2011年8月10日 - 2011年8月12日…22:55～23:25
- 2011年8月28日曜日16:00～16:30

## 出演
- 進行：鎌田靖（NHK解説委員、追跡キャップ）
- 取材にあたった記者・報道ディレクター・アナウンサー（追跡チーム）
- ナレーション：皆川純子、永作博美、戸田菜穂、筧利夫、栗山千明、小谷公一郎（予告のみ　ただし番組開始当初は本編のナレーターもしていた）その他。
- テーマ曲：「追跡!AtoZのテーマ」（作曲：菅野祐悟、番組オリジナル）

## 備考
- 情報の鮮度も売りのひとつとなっており、緊急に取り上げる題材が生じた場合には随時内容を差し替えていた。例として、2009年5月30日に放送された「貸すか貸さないか 銀行の選択」は、5月2日「選挙はいつか? 政権攻防の行方」放送時に、次回5月16日放送と発表された。その後民主党代表の電撃辞任、新型インフルエンザの日本国内感染拡大という出来事が続き、それらを題材とした内容に次々と差し替えられ2週間後に放送された。6月以降より休止週を挟む際には、放送直後に次回のテーマを予告していない。
- 週によってはスタジオ進行部分がなく、鎌田らがオールロケーションで取材したものを放送することもあるが、放送時間が短縮された2010年秋季以後、事前収録のオールロケが多くなりつつある。
- 基本的に文字多重放送での字幕放送を実施するが、上述の理由で突発的な差し替えがある場合はリアルタイム字幕放送を現在行っていないため、字幕放送がない場合がある。
- 20時台で放送していた間は『NHKプロ野球』や『日本の、これから』の放送時は休止となっていた。
- 番組のホームページでは随時いくつかのテーマを提示して、取上げて欲しいテーマについてアンケートをとっている。
- 2010年12月30日に番組開始後初の年末特別編「追跡!AtoZスペシャル・真相ファイル2010」が17:30 - 18:50に生放送された。これは2010年度に取り上げた話題の中から、4つのエピソードのその後を江川紹子をスペシャル・サポーターに迎えて取り上げたものである。
  - 第1部（17:30 - 18:00）では小惑星探査機「はやぶさ」、借金問題を解決するはずの弁護士が起こすトラブル問題、中国の家電メーカーに面接を受けた日本人サラリーマンのその後。この3つのエピソードをオムニバス形式で進行。
  - 第2部（18:05 - 18:50）「日本の森林を狙う中国マネー」は北海道倶知安町の森林が香港の企業に買収された問題について、中国各地、さらにはカリブ海まで取材した模様を取り上げる長編。
  - なお平年のこの時期には鎌田が2代目「お父さん」を演じた「週刊こどもニュース」の年末スペシャル（平年大晦日）が行われたが、2010年12月19日での打ち切りが決まりその日に振り替えたため、事実上の後継となる。